# Burn, Witch. Burn!
"Burn, Witch. Burn!" es el quinto episodio de la tercera temporada de la serie de antología y de terror American Horror Story, que se estrenó en FX el 6 de noviembre de 2013 en los Estados Unidos. En el caso de América Latina, la emisión del episodio se llevó a cabo el 12 de noviembre del mismo año por el canal Fox Latinoamérica, a solo una semana de su estreno. El episodio fue escrito por Jessica Sharzer y dirigido por Jeremy Podeswa.
En este episodio Zoe, Queenie, Nan y Madame Lalaurie deben encontrar la manera de combatir contra un ejército de zombis por su cuenta en la academia, como consecuencia de la recién iniciada rivalidad con el clan vudú, dirigido por la implacable y poderosa Marie Laveau. Mientras por otra parte, Fiona trata de encontrar la manera de ayudar a su recién herida hija Cordelia y hacer pagar a los responsables.

## Argumento

### 1833
Madame Delphine Lalaurie decide someter a Jacques, uno de los más reciente pretendientes de su hijas a una prueba de valentía al llevar al muchacho a su cámara de los horrores; la cual está compuesta como una exposición de auténticos órganos de los esclavos de la mansión. El joven queda horrorizado de ver los actos sádicos de Lalaurie, mientras que sus tres hijas se molestan con ella. No obstante, Delphine sin ningún reparo encierra a sus hijas en la cámara de torturas y le rompe la pierna a Borquita (una de sus hijas), para imponer su autoridad sobre ellas.

### 2013
Lalaurie queda sorprendida de ver, entre el ejército de los zombis que están frente la academia, a sus tres hijas zombificadas quienes siguiendo las órdenes de Marie Laveau inician un ataque en contra de todos los presentes. Luke quien cree que se trata de una broma de Halloween, trata de confrontarlos, pero es herido por uno de los zombis y se ve obligado a refugiarse con Nan en el auto de Cordelia estacionado en la calle. Mientras los zombis inician su ataque, Zoe sale a combatirlos con una motosierra. Lalaurie trata de razonar sin éxito con la zombificada Borquita, quien agrede a su madre. La zombi eventualmente se abre paso por la academia y trata de atacar a Queenie, quien queda indefensa ante ella al contemplar que sus poderes no tienen efecto en su rival. Justo cuando parecía que Queenie iba a ser asesinada por Borquita, Lalaurie apuñala a su hija zombificada y queda devastada tras este acto. En el patio de la escuela Zoe salva a Luke y Nan de un ataque hasta que  la motosierra se apaga y deja de funcionar, al quedar acorralada la joven bruja hace uso de un poderoso hechizo que acaba con todos los zombis y deja sorprendida a Marie Laveu, quien comenta que hay un gran poder en la casa de las brujas.
En el bar donde estaba con su hija, Fiona se entera del ataque a Cordelia y queda asustada tras ver lo que le han hecho. Al llevarla al hospital, un doctor le informa que no pudieron salvar la vista de la mujer y que su rostro ha quedado cicatrizado como consecuencia. Fiona no responde bien ante dichas noticias y trata de ahogar su dolor con sus medicamentos. Mientras queda en un estado de drogadicción, Fiona ve a la misma figura responsable del ataque a Cordelia huir por un elevador. Poco después se cruza con una mujer que ha perdido a su hija en el parto, pero Fiona la trae de regreso a la vida usando sus poderes. Para cuando Fiona se detiene en el cuarto de Cordelia, ella tiene una pequeña discusión con Hank. Cuando el hombre toca la mano de su esposa, Cordelia al instante termina teniendo una visión de Hank siéndole infiel con Kaylee.
Al día siguiente tras el ataque de los zombis. El consejo vuelve a visitar la academia, ahora buscando suprimir la supremacía de Fiona y gobernar el aquelarre, hasta que la nueva suprema se presente. Sin embargo Fiona se rehúsa, y en su lugar acusa a Myrtle Snow de ser la responsable tanto del ataque a Cordelia como de la desaparición y muerte de Madison. Para probarlo muestra fotografías de fotos de ella en una habitación de hotel donde Myrtle se había estado hospedando con otro nombre. Myrtle reconoce que lo hizo para detener a Fiona, y esto es tomado por el resto de los miembros del consejo, Quentin y Cecily Primbroke como una confesión. No es sino hasta que la suprema muestra quemaduras en la mano de Myrtle, en el que se decide el destino de la acusada: ser quemada en la hoguera. De esa manera, una Myrtle vestida de blanco es bañada en gasolina y quemada en una hoguera personalmente por Fiona, mientras el resto de las estudiantes contemplan la ejecución vestidas de negro.
De regreso en la casa, Queenie le pregunta a Fiona si ayudó a inculpar a una mujer inocente o culpable, revelándose que fue ella la que provocó las quemaduras en la mano de Myrtle. Fiona le confiesa a Queenie que nadie es inocente y la convence a formar una alianza secreta para poder proteger el aquelarre, haciendo que fantasee con la ilusión de ser la nueva suprema. Mientras en la habitación de Spalding, el perturbador mayordomo se prepara para continuar con su fetiche por las muñecas, mientras mantiene escondido en un baúl el cadáver en descomposición de Madison, y accidentalmente le arranca el brazo al intentar sacarla.
Mientras tanto, en el lugar donde Myrtle fue quemada, Misty Day aparece para contemplar la escena y usa sus poderes para traer de regreso a la vida a una quemada Myrtle.

## Recepción

### Audiencia
"Burn, Witch. Burn!" recibió un 2.2 en una audiencia de 18–49 y fue visto por 3.80 millones de espectadores, convirtiéndose en uno de los programas más vistos de esa noche en los Estados Unidos.

### Críticas
Todd VanDerWerff de The A.V. Club le dio al episodio una B+, diciendo "El episodio ha sido empacado con incidentes, con momentos y giros locos, pero aún no hay un centro, y sin uno, no se puede, bueno… ya saben." Matt Fowler de IGN le dio al episodio un 8.4/10, con la etiqueta de un gran episodio, diciendo "El episodio de esta semana en Coven nos dio un medio buen/medio confuso ataque de zombies y muchos momentos emocionales que involucraban sentimientos maternales de vergüenza y arrepentimiento."
Luis Miguel Cruz de CinePremiere le dio 4 estrellas de 5 posibles exclamando, que los puntos fuertes del episodio fueron mostrar a los personajes no tan solo combatiendo a una horda de zombis, sino por la integración de elementos que le hicieron original como nuevas alianzas como las de Fiona con Queenie o la de Myrtle y Misty, además de mostrarse inconforme por contener algunos cabos sueltos con personajes que siguen crean huecos en la historia y en el desarrollo de los demás personajes.
El episodio fue elegido por la revista de Atlantic como uno de los mejores episodios del 2013